# Lukáš Adamec
Lukáš Adamec (* 12. března 1987 Košice) je slovenský zpěvák, vítěz druhého ročníku Česko Slovenské SuperStar. Dále je mistrem Slovenska ve vodním pólu a dostal se i do národní reprezentace. Ve finále SuperStar porazil Gabrielu Gunčíkovou. Pochází z rodiny muzikantů, sám už jako malý začal hrát na klavír, později se učil na klávesy. Je zpěvákem kapely Siempre.